# Szahan Sarkisjan
Szahan Sarkisjan (ur. 1963 w Aleppo) – duchowny Apostolskiego Kościoła Ormiańskiego, od 2014 arcybiskup Aleppo.

## Życiorys
Święcenia kapłańskie przyjął w 1985. Sakrę biskupią otrzymał w 2005. W 2014 został podniesiony do godności arcybiskupa.